# Байда-Суховій Дмитро Михайлович
Дмитро Михайлович Байда-Суховій (*8 листопада 1882, с. Нагірне, тепер Полтавська область — †1974, Геленджик) — український актор, режисер, бандурист, збирач і пропагандист українських народних пісень, один із засновників українського кіно.

## Біографія
Народився 8 листопада 1882 на Полтавщині у робітничій родині. За кілька років після його народження родина переїхала до Харкова, де його батько працював ливарником на заводі, а мати — кухаркою в лікарні професора Трінклера. Дмитро працював на заводі підручним, мріючи стати актором.
У 1895 року запрошений до трупи Марії Заньковецької, спочатку як танцюриста та соліста-бандуриста. Сценічну діяльність почав 1899, грав у трупах Миколи Садовського, Онисима Суслова, Дмитра Гайдамаки, Лева Сабініна. На початку 20 століття мав власну трупу.
У кінці 1900-х заключає договори про співпрацю з організаторами кінопромисловості Олександром Дранковим та Олександром Ханжонковим, за якими бере участь у зйомках та показах кінофільмів в Україні та на Кубані. У 1910—1916 одним з перших в Україні фільмував театральні постановки. Як режисер-постановник зняв фільми за популярними тогочасними виставами. Крім режисерських функцій, він також грав у всіх своїх фільмах, зокрема, в комедії «Кума Хвеська» він грав як чоловічі, так і жіночі ролі. Німі фільми озвучувалися акторами, які за екраном дублювали самі себе, а також музикою, зокрема, грою на бандурі самого Байди-Суховія.
Під час Першої світової війни переїхав до Петербурга, де разом з батьком працював на Путиловському заводі, виконуючи військові закази. З 1917 року служить у народній міліції Петрограда.
У 1920 році Дмитра Байду-Суховія запрошують до щойно звільненого від білогвардійців Геленджика, де він створює народний театр. Основою трупи театру були актори, які під час революції залишились у Геленджику, молоді комсомольці та старіші актори-аматори. Паралельно він навчає місцеву молодь театральній справі. Згодом у театрі створює майстерню декорацій та костюмів. У Геленджику Байда-Суховій одружився з представником місцевої родини творчої інтелігенції Неклюдових Фаїною Квіткою.
Наприкінці 1920-х висткпав дуетом з Досенком-Журбою.
У 1930-х грав у харківських театрах, гастролював з українськими мелодрамами та ліричними комедіями.
Під час Другої світової війни знову створив у Геленджику театр, який діяв з 1941 до зруйнування німецькими військами в 1942.
З 1950-х живе на пенсії у Геленджику, періодично бере участь у святкових концертах постановках та творчих вечорах, поїздках агітбригади. У цьому місті він і помер 1974 року.

## Творчість
Як режисер-постановник та водночас актор брав участь у фільмах:
- «Кума Хвеська» (1910),
- «Жидівка-вихрестка» (1911),
- «Змія підколодна» (1911),
- «Сватання на вечорницях» (1911),
- «Три кохання в мішках» (1911),
- «Навкруги зрада» (1912),
- «Шельменко-денщик» (1912),
- «Запорізький скарб» (1912),
- «Спіть, орли бойові» (1914)

Як співак-бандурист успішно виступав на професіональній сцені, концертував на Далекому Сході, Кавказі, Середній Азії, по Російській Федерації тощо. Зокрема, в лютому 1930 року грав на кобзі у краєвому музеї Дніпропетровська.